# Авка
Авка или Ока (англ. Awka) — город и район местного управления в юго-восточной части Нигерии, административный центр штата Анамбра.

## Географическое положение
Город находится в юго-западной части штата, к востоку от реки Нигер, на высоте 135 метров над уровнем моря.
Авка расположена на расстоянии приблизительно 311 километров к юго-юго-западу (SSW) от Абуджи, столицы страны.

## Население
По данным переписи 1991 года численность населения Авки составляла 104 682 человек.
Динамика численности населения города по годам:
| 1991    | 2012   |
| ------- | ------ |
| 104 682 | 98 366 |

В этническом составе населения преобладают представители народа игбо.

## Религия
Город является центром католической епархии Авки.

## Транспорт
Ближайший аэропорт расположен в городе Энугу.